# Lista över statliga företag i Finland
Det här är en lista över statsägda företag i Finland.

## Helt statsägda företag
- Alko
- Altia
- Arctia Shipping
- Finavia
- Finnpilot Pilotage
- Hansel
- Leijona Catering
- Myntverket i Finland Ab
- Nordic Morning
- Posti Group
- Solidium
- VTT
- VR
- Veikkaus
- Yle

## Delvis statsägda företag
- Boreal Växtförädling
- Ekokem
- Fingrid
- Finnair
- Fortum
- Gasum
- Kemijoki
- Neste
- Raskone
- Tietokarhu
- Vapo
- Företag i investeringsbolaget Solidiums portfölj:
  - Elisa
  - Kemira
  - Metso
  - Outokumpu
  - Outotec
  - Sampo
  - SSAB
  - Stora Enso
  - Talvivaara
  - Telia Sonera
  - Tieto